# Heteropriacanthus cruentatus
Heteropriacanthus cruentatus - gatunek ryby z rodziny latarnikowatych, jedyny przedstawiciel rodzaju Heteropriacanthus Fitch & Crooke, 1984. Poławiana jako ryba konsumpcyjna. Hodowana w akwariach.

## Występowanie
Ciepłe wody oceaniczne całego świata.

## Charakterystyka
Dorasta do 50 cm długości. 